# مومیایی: مقبره امپراتور اژدها (بازی ویدئویی)
مومیایی: مقبره امپراتور اژدها (به انگلیسی: The Mummy: Tomb of the Dragon Emperor) عنوان یک بازی ویدئویی است که براساس فیلمی به همین نام برای پلی استیشن ۲، وی و نینتندو دی اس ساخته و در سال ۲۰۰۸ میلادی عرضه شد.